# Salvia sibthorpii
Salvia sibthorpii là một loài thực vật có hoa trong họ Hoa môi. Loài này được Smith miêu tả khoa học đầu tiên.